# Sarah Roy
Sarah Roy (Sydney, 27 febbraio 1986) è una ciclista su strada australiana che corre per il team EF Education-Oatly. Attiva tra le Elite UCI dal 2013, ha vinto il titolo nazionale in linea nel 2021.

## Palmarès
- 2016 (Orica-AIS, una vittoria)

4ª tappa Holland Ladies Tour ('s-Hertogenbosch > 's-Hertogenbosch)
- 2017 (Orica-AIS, due vittorie)

SwissEver GP Cham-Hagendorn
4ª tappa The Women's Tour (Chesterfield > Derbyshire)
- 2018 (Mitchelton Women, due vittorie)

Gooik-Geraardsbergen-Gooik
3ª tappa The Women's Tour (Atherstone > Leamington Spa)
- 2019 (Mitchelton Women, una vittoria)

Clásica Femenina Navarra
- 2021 (BikeExchange Women, una vittoria)

Campionati australiani, Prova in linea
- 2024 (Cofidis Women Team, una vittoria)

2ª tappa Bretagne Ladies Tour (Plouigneau > Morlaix)

### Altri successi
- 2019 (Mitchelton Women)

Classifica a punti Tour Down Under

## Piazzamenti

### Grandi Giri
- Giro d'Italia

2015: ritirata (6ª tappa)
2017: 96ª
2018: 101ª
2019: 106ª
2020: 75ª
2021: 41ª
2022: 71ª
2023: 39ª
2024: 70ª
- Tour de France

2023: 90ª
2024: 70ª

### Classiche
- Giro delle Fiandre

2014: 37ª
2016: 25ª
2017: 81ª
2018: 43ª
2019: 33ª
2020: 5ª
2021: 30ª
2022: 12ª
2024: 61ª
- Parigi-Roubaix

2021: 23ª
2022: 41ª
2024: 69ª
- Liegi-Bastogne-Liegi

2019: 82ª

### Competizioni mondiali
- Campionati del mondo

Richmond 2015 - Cronosquadre: 7ª
Doha 2016 - In linea Elite: 99ª
Bergen 2017 - In linea Elite: 19ª
Innsbruck 2018 - Cronosquadre: 5ª
Innsbruck 2018 - In linea Elite: ritirata
Imola 2020 - In linea Elite: 68ª
Fiandre 2021 - In linea Elite: 38ª
Wollongong 2022 - Staffetta mista: 3ª
Wollongong 2022 - In linea Elite: 58ª
Glasgow 2023 - Staffetta mista: 6ª
Glasgow 2023 - In linea Elite: ritirato